# Mausoleo Gran Ducal de San Petersburgo
El Mausoleo Gran Ducal de San Petersburgo o la Cripta Gran Ducal (en ruso: Великокняжеская усыпальница ) es el mausoleo construido especialmente de los grandes duques y duquesas de Rusia en la Fortaleza Pedro y Pablo. La estructura en forma de cúpula neobarroca es frecuentemente confundida con una parte de la Catedral de Pedro y Pablo, debido a las similitudes arquitectónicas. Un pasadizo cubierto conduce desde el mausoleo a la catedral, donde los emperadores y emperatrices rusas se encuentran enterrados. El edificio fue diseñado por David Grimm en 1896. Fue construido con el fin de separar los restos de algunos de los Romanov no reinantes de la catedral, donde apenas había espacio para nuevos entierros.